# Józef Skowroński
Józef Skowroński (ur. 13 grudnia 1912 w Wichertowie, zm. 30 grudnia 1988) – polski rolnik i działacz komunistyczny, poseł na Sejm PRL VI kadencji.

## Życiorys
Uzyskał wykształcenie zasadnicze zawodowe. Skończywszy szkołę podstawową pracował na roli. W wieku 16 lat podjął naukę zawodu murarza-betoniarza, po której ukończeniu pracował na budowach. Uczestniczył w wojnie obronnej, po czym znalazł się w niewoli niemieckiej w Stalagu X B (w pobliżu Sandbostel), pracując tam do zakończenia II wojny światowej. Powróciwszy do kraju, zatrudniony został w fabryce chemicznej w Górze. Objął tam także funkcję II sekretarza Komitetu Powiatowego Polskiej Partii Robotniczej. Po zjednoczeniu partii, w latach 1948–1951 pełnił funkcję I sekretarza KP Polskiej Zjednoczonej Partii Robotniczej w Wołowie, po czym skierowano go na naukę do dwuletniej Szkoły Partyjnej przy KC PZPR im. Juliana Marchlewskiego. Po jej ukończeniu został początkowo pracownikiem Komitetu Centralnego, a potem sekretarzem organizacyjnym Komitetu Wojewódzkiego partii w Olsztynie. Od 1957 pracował w swoim gospodarstwie rolnym w Świdnicy. W 1972 uzyskał mandat posła na Sejm PRL w okręgu Zielona Góra. Zasiadał w Komisji Komunikacji i Łączności. Pochowany na Starym Cmentarzu Komunalnym w Zielonej Górze.

## Odznaczenia
- Order Sztandaru Pracy II klasy
- Krzyż Kawalerski Orderu Odrodzenia Polski